# 44. Sinfonie (Haydn)

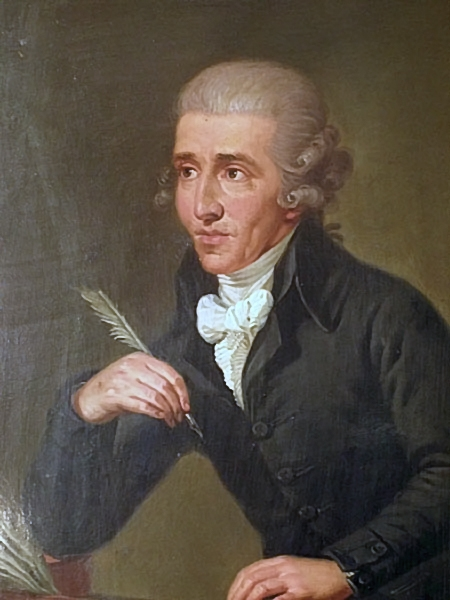
Franz Joseph Haydn (Gemälde von Ludwig Guttenbrunn, ca. 1770)

Die Sinfonie Nr. 44 e-Moll Hob. I:44 komponierte Joseph Haydn um 1770/1771 während seiner Anstellung als Kapellmeister beim Fürsten Nikolaus I. Esterházy. Das Werk gehört zur Sturm-und-Drang-Periode und trägt den nicht von Haydn stammenden Titel „Trauer-Sinfonie“. Die Spieldauer beträgt circa 23 Minuten.

## Entstehung und Wirkung
Die Sinfonie Nr. 44 entstand um 1770/1771 im Rahmen der musikalischen Aktivitäten Haydns am Hof der Esterházy-Familie in Eisenstadt und ist gemeinsam mit dem Stabat Mater (1767), dem Salve Regina (1771) sowie der Oper Philemon und Baucis (1773) der Periode des „Sturm und Drang“ zuzuordnen. Das Werk, dessen Autograph nicht erhalten ist, wurde im Breitkopf & Härtel-Katalog von 1772 angekündigt. Der Titel „Trauer-Sinfonie“ stammt nicht von Haydn, sondern geht wahrscheinlich auf dessen angeblichen Wunsch zurück, bei seinem Begräbnis das Adagio zu spielen (siehe beim dritten Satz). Er taucht zum ersten Mal 1868 auf dem Titel einer beim Verlag André erschienenen Partitur auf und wurde 1879 von Carl Ferdinand Pohl in die Literatur eingeführt. Über die Eignung des Titels für die Musik bestehen unterschiedliche Auffassungen.
„Diese berühmte Symphonie erklärt, warum Haydns Moll-Werke der ‚Sturm und Drang‘-Periode von so hoher Bedeutung sind. Das ganze Werk ist prägnant und konzentriert – nicht eine Note ist zuviel – und es behält seine Stimmung ernsten Leidens mit bemerkenswerter Kontinuität bei. Die Symphonie ist auch insofern ungewöhnlich, als das Menuett vor dem langsamen Satz steht. Dieses Grundmuster findet man lediglich in fünf weiteren Haydn-Symphonien, die außer einer alle früh entstanden sind.“
Die 44. Sinfonie zeigt charakteristische Merkmale von Haydns explorativem Stil zwischen ca. 1768 und 1774 und weist u. a. folgende Besonderheiten auf:
- antithetische Themenbildung (Hauptthema 1. Satz)
- kontrapunktischer Satzbau im 1., 2. und 4. Satz (mit Imitationen und Engführungen)
- Stellung des kanonischen Menuetts als 2. und nicht, wie sonst üblich, als 3. Satz
- expressive Chromatik und Vorhaltsbildungen
- differenzierte Dynamik, z. B. von Pianissimo bis Fortissimo im 1. Satz, zahlreiche Akzente
- differenzierte Rhythmik, z. B. durch zahlreiche Synkopen und Hemiolen
- Einsatz gedämpfter Violinen (con sordini) im 3. Satz

Zudem gehört dieses Werk neben den Sinfonien Nr. 12 und Nr. 29 zu Haydns einzigen Sinfonien in der für die damalige Zeit ungewöhnlichen Sinfonie-Tonart E (-Dur). Weitere Sinfonien dieser Schaffensphase in ungewöhnlichen Tonarten sind z. B. Nr. 45 in fis-Moll, Nr. 46 in H-Dur oder Nr. 49 in f-Moll.

## Musikalische Gestalt (Analyse)
Die Tonart e-Moll darf ebenso als Besonderheit angesehen werden wie die Satzfolge (mit dem Adagio als 3. Satz), welche vom normativen Prinzip „schnell – langsam – Menuett – schnell“ abweicht. Die tonartlichen Verhältnisse zwischen den einzelnen Sätzen (e-Moll und E-Dur) sind hingegen gewohnt eng. Kopf- und Finalsatz stehen – wie so oft bei Haydn – in monothematischer Sonatensatzform, das Menuett ist kanonisch gebaut und beim langsamen, aber abgeklärt-heiteren Satz handelt es sich um einen Sonatensatz ohne Durchführung. Außergewöhnlich sind das Hornsolo im Trio des zweiten Satzes sowie der Einsatz gedämpfter Violinen im dritten Satz.
„Die Ecksätze zeigen Haydns neu erwachtes Interesse an motivischer Einheit und kontrapunktischem Satz. Das düstere Menuett, ein streng durchgeführter Kanon, ist ein kontrapunktisches Bravourstück in sich selbst. Trio und Adagio, beide in der Dur-Variante, gehören zu den feinsten und innerlichsten Kompositionen dieser Periode. Im Finale aber gelingt Haydn eine selten vorher erreichte Stärke der gefühlsmäßigen Intensität.“
Vorbemerkung zur Analyse:
Bei den hier benutzten Begriffen der Sonatensatzform ist zu berücksichtigen, dass dieses Schema im Sinne eines „Standardmodells“ erst in der ersten Hälfte des 19. Jahrhunderts als Beschreibungsform der Sinfonien Beethovens entworfen wurde und von daher nur mit Einschränkungen auf die Sinfonie Nr. 44 übertragen werden kann.

### 1. Satz: Allegro con brio
e-Moll, 4/4-Takt, 157 Takte
Die Exposition (T. 1–61) beginnt mit dem antithetischen Hauptthema (T. 1–12) in der Grundtonart e-Moll. Haydn eröffnet hier mit einem barformartigen Viertakter (4 in 2+1+1 Takte), dem Abschnitt „X“ (T. 1–4), der im Sinne eines „Mottos“ auch im weiteren Verlauf des Kopfsatzes wiederkehrt. Charakteristisch sind v. a. die Stimmführung im Unisono, die harmonische Ambivalenz, die fragmentarische Gliederung sowie die kontrastreiche Gestaltung der beiden Teile:
|             | Takte | Form / Gliederung             | Dynamik | Melodik              | Artikulation       | Rhythmik  | Harmonik     | Instrumentation    | Geste               | Charakter                      |
| ----------- | ----- | ----------------------------- | ------- | -------------------- | ------------------ | --------- | ------------ | ------------------ | ------------------- | ------------------------------ |
| These X     | 1-2   | 2 Takte, kompakt              | forte   | sprunghaft, aufwärts | marcato / staccato | abtaktig  | tonikal      | Streicher + Bläser | signalartiges Motiv | prägnant, kraftvoll (con brio) |
| Antithese Y | 3-4   | 1+1 Takte, in sich gegliedert | piano   | stufenweise, abwärts | portato / legato   | auftaktig | dominantisch | nur Streicher      | Vorhalte            | graziös, „zögerlich“           |

Hauptthema, 1. Satz (T. 1-12)

Im nachfolgenden Abschnitt „Y“ (T. 5–12) ist v. a. die musikalische Rollenverteilung in Melodie (in den 1. Violinen) und Begleitung auffallend: Ebenfalls im Piano, aber durch Achtel-Tonrepetition mit mehr Bewegung, folgen nun die Streicher (mit Farbtupfern im Horn) mit einem satzartig gebauten Achttakter (8 in 2+2+4 Takte). Auch wenn bereits in Takt 3 die für das Tongeschlecht charakteristische Moll-Sexte c erklingt, wird hier durch die Moll-Terz g die Grundtonart e-Moll definitiv festgelegt. Die Takte 5–8 sind in sich periodisch gegliedert (I–V bzw. V–I) und bleiben jeweils melodisch offen (e–dis in T. 6 bzw. fis–g in T. 8). In den Takten 9–12, welche ihrerseits eng mit der Antithese verwandt sind, erscheint nun erstmals die Subdominante (a-Moll), jedoch verebbt die Bewegung in der Folge wieder und verhaucht schließlich in den Takten 11/12 unerwartet im Pianissimo als ganztaktiger Vorhalt zur Dominante H-Dur. Das insgesamt 12-taktige Hauptthema bleibt somit harmonisch offen (phrygischer Halbschluss) und endet mit einer Aposiopese (T. 12).

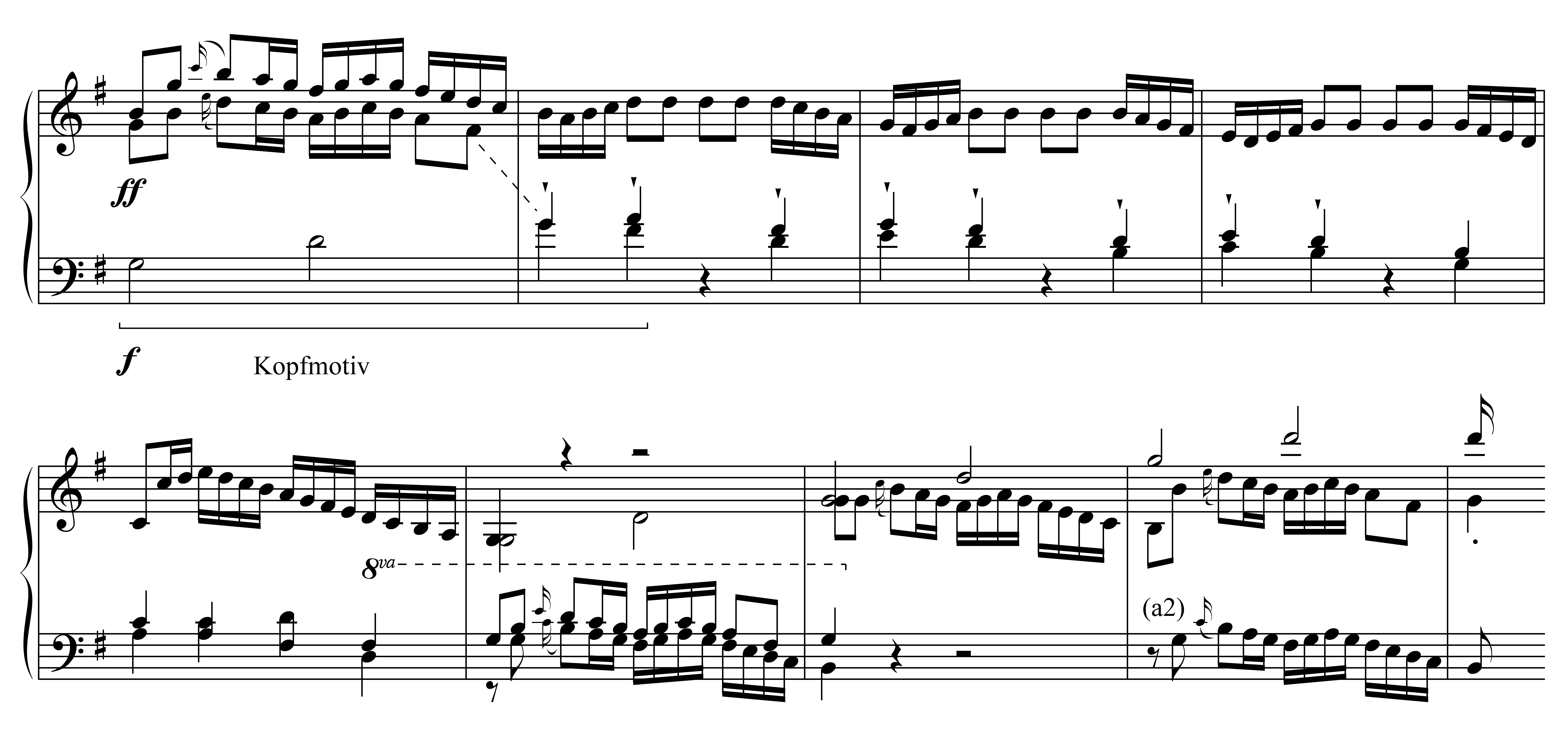
Monothematischer Seitensatz, 1. Satz (T. 20-28)

Die Überleitung (T. 13–20) setzt nach einer „Generalpause“ mit einer angegangenen Wiederholung des Hauptgedankens ein. Nach der Wiederaufnahme des Kopfmotivs (These) weicht Haydn in Takt 15 jedoch vom ursprünglichen Verlauf ab und überrascht den Hörer mit einer neuartige Geste, um in der Folge in die Paralleltonart G-Dur zu modulieren.
Mit dem Erreichen der Seitensatz-Ebene in Takt 20 setzt erstmals das volle Orchester ein. Dabei erklingen virtuose Sechzehntel-Läufe mit Tonrepetition in den Streichern und Oboen, in den Bässen gleichzeitig das prägnante Kopfmotiv. Nach einer Kadenz in G-Dur erscheinen in Takt 25 zunächst kontrapunktische Verarbeitungen des Kopfmotivs (als Engführung von Originalgestalt und Umkehrung), ehe Haydn nach einer Quintfallsequenz (T. 28–35) vorübergehend sogar in die Variante g-Moll (als Echo) ausweicht, um in Takt 42 doch wieder ins Kopfmotiv (vgl. T. 13–15) zu münden und die Exposition mit einer eher formelhaften Schlussgruppe (T. 47–55) in G-Dur abzuschließen.

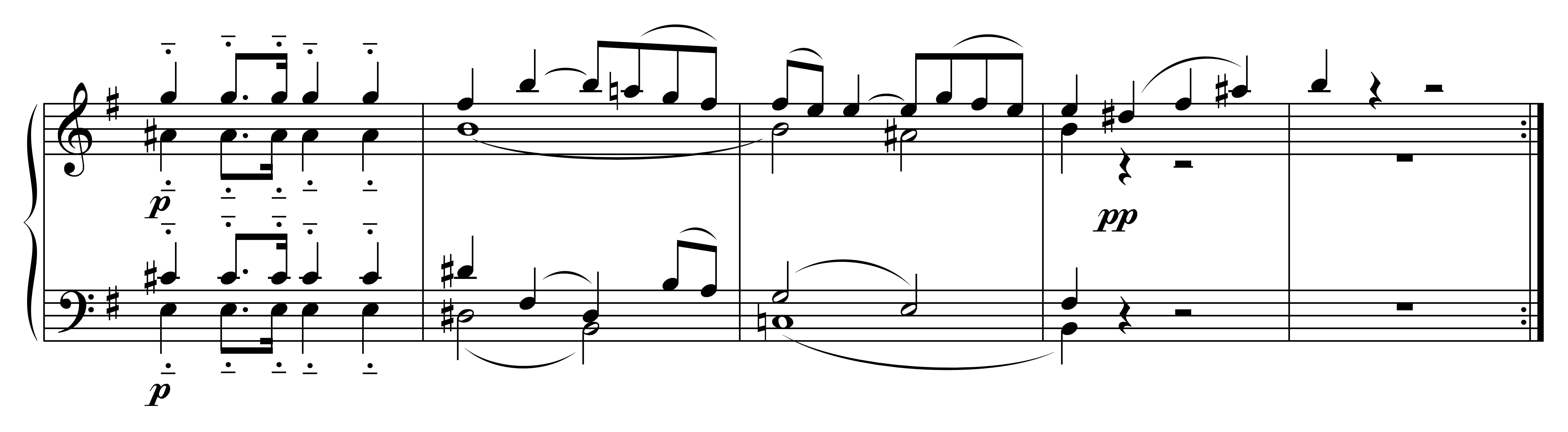
Rückleitung / Überleitung, 1. Satz (T. 57-61)

Doch damit nicht genug... In typischer Manier überrascht Haydn hier seine Hörer, indem er die Schlussgruppe hier durch einen 6-taktigen, eher lyrisch gehaltenen Anhang erweitert und dabei auf die Dominante H-Dur moduliert. Die Takte 56–61 dienen somit als Rückleitung zum Beginn des Satzes – im Fall der obligaten Wiederholung – oder aber als Überleitung zur nachfolgenden Durchführung.
Die Durchführung (T. 62–100) gliedert sich inhaltlich in zwei Teile: Der 1. Abschnitt (T. 62–76) umfasst 15 Takte, ist mit Hauptsatz-Material gearbeitet und vorwiegend im Piano gehalten; der 2. Abschnitt (T. 77–100) besteht aus 24 Takten, verwendet vorwiegend Seitensatz-Material, steht gesamthaft im Forte und ist über weite Strecken imitatorisch angelegt sowie modulierend. Auch die Durchführung wird wieder mit dem Hauptthema eröffnet: Auf den Viertakter „X“ (vgl. T. 1–4) in h-Moll (mit gegenüber dem Beginn variierter Legato-Antwort) folgt in Takt 66 dessen Sequenz in der Subdominante a-Moll. Dem ursprünglichen Verlauf entsprechend erscheint nun auch der Abschnitt „Y“ (vgl. T. 5–12), jedoch sequenziert Haydn hier nach nur 4 Takten weiter in die Mediante C-Dur und verschränkt in Takt 77 die beiden Durchführungsteile miteinander. Der 2. Abschnitt übernimmt nun weitestgehend die Takte 21–24 aus der Exposition mit abschließender Kadenz in C-Dur. Auf die Wiederaufnahme des Kopfmotivs in Takt 81 folgt jedoch eine dialogische gestaltete Fortspinnungspassage, welche in Takt 90 zwischenzeitlich die Parallele G-Dur erreicht und erstmals synkopische Rhythmen in den Streichern und Bläsern erklingen. Im Rahmen der Rückleitung (T. 92–100) moduliert Haydn in die Grundtonart e-Moll zurück, ehe nach einem dramatischen Ausbruch des vollen Orchesters – und der mit Fortissimo am lautesten bezeichneten Stelle im gesamten Werk – in Takt 101 schließlich die Reprise einsetzt.
Die Reprise (T. 101–157) setzt mit dem Hauptthema in e-Moll ein. Der Hauptsatz entspricht dabei zwar weitgehend dem ursprünglichen Verlauf in der Exposition, ist in den Takten 109–111 jedoch durch einen formaler Einschub erweitert, welcher die Melodik nun zum Grundton e2 erweitert, harmonisch expandiert und u. a. folgende Merkmale aufweist: dynamischer Kontrast durch Forte-Piano-Effekte, Aufwertung der Subdominante mittels Zwischenharmonie, scharfe Akzentuierungen (Sforzato), Anreicherung der Instrumentierung durch Hinzunahme der Oboen. Im Schlusstakt des Themas (T. 115) verzichtet Haydn nun auf die ursprüngliche Pause (vgl. T. 12) und nimmt stattdessen die begleitenden Tonrepetitionen des folgenden Abschnitts vorweg, was das Hauptthema letztlich enger mit der Überleitung verknüpft. Die Überleitung (T. 116–120) erscheint verkürzt und verweilt – anstelle einer in der Reprise unnötigen Modulation – auf dem Orgelpunkt der Dominante.

Seitensatz [Reprise], 1. Satz (T. 127-132)

Der Seitensatz (T. 121–132) ist im Vergleich zur Exposition nun stark verkürzt, verbleibt gesamthaft in Moll und entspricht ansonsten weitgehend seinem ursprünglichen Verlauf (vgl. T. 35–47); einzig die Takte 128–132 bereichert Haydn mit einer kunstvollen Variation, indem er Melodik, Tonraum und Instrumentierung diesmal merklich verändert (vgl. T. 42–46). Die Schlussgruppe erscheint variiert und ist ihrerseits zu einer raumgreifenden Coda (T. 133–157) erweitert.

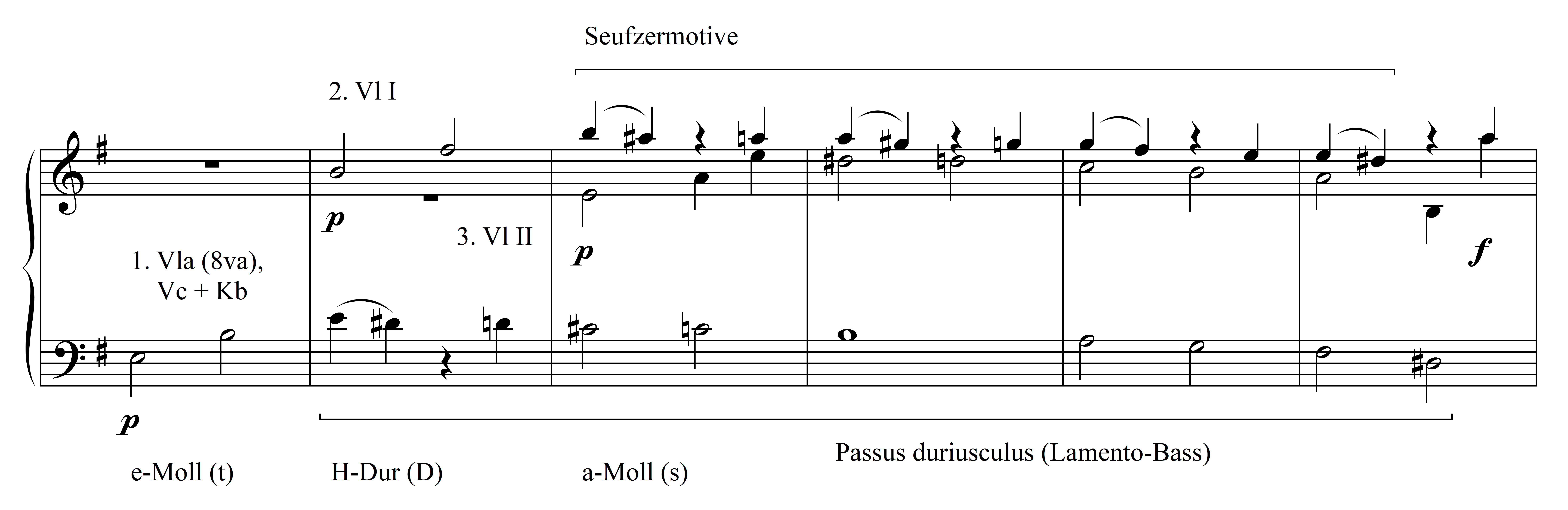
Fugato [Coda], 1. Satz (T. 141-146)

Wie schon am Ende der Exposition überrascht Haydn den aufmerksamen Hörer nun auch nochmals zum Schluss der Reprise: Die Takte 136–140, diesmal sequenzartig auf insgesamt 5 Takte und harmonisch durch den neapolitanischen Sextakkord erweitert, kommen in T. 140 völlig unvermittelt mittels einer Fermate auf dem verminderten Septakkord der VII. Stufe zum Stillstand (was rhetorisch einem Doppelpunkt gleichkommt). Nach einer Zäsur erklingt in den Takten 141–146 zunächst ein kunstvolles Fugato des Kopfmotivs in dreistimmiger Engführung. Haydn verwendet hier zwei historische Topoi – den Passus duriusculus sowie chromatische Seufzermotive – und kreiert dabei gleichzeitig noch eine Synthese aller drei harmonischen Hauptfunktionen (Tonika, Dominante und Subdominante), was seine kompositorische Fähigkeiten (Kontrapunkt) besonders eindrücklich bezeugt! Die Takte 147–148 entsprechen ihrerseits den Takten 123/124 der Reprise bzw. der analogen Stelle in der Exposition (vgl. T. 37/38) leiten zur Wiederaufnahme der ursprünglichen Schlussgruppe in Takt 149 über. Den drei trostlosen Schlussakkorden fehlt (wie schon dem Eröffnungsmotiv) die Terz.
Die Exposition sowie die Durchführung und Reprise werden obligat wiederholt.

### 2. Satz: Menuetto. Allegretto (Canone in Diapason) – Trio
e-Moll, 3/4-Takt, 60 Takte – E-Dur, 3/4-Takt, 28 Takte
Das tänzerisch-schwermütige und beinahe „unheimlich“ wirkende Menuett mit der traditionellen Gliederung in A / B A' (mit obligaten Wiederholungen beider Teile) erscheint hier – entgegen gängiger Konventionen – an zweiter Stelle und demzufolge mit dem Adagio, dem nun 3. Satz, vertauscht. Von der Struktur her ist dieser mit Canone in Diapason überschriebene Satz als zweistimmiger Kanon in Oktaven zwischen Melodie und Bass gestaltet: Eine erste Stimme in den Violinen und 1. Oboe wird von den Violoncelli, Kontrabässen (und vom Fagott) mit dem Einsatzabstand von drei Viertelnoten (1 Takt) imitiert, während die 2. Oboe und die Bratschen die Außenstimmen frei in Terzen verdoppeln und die Hörner die Harmonien ausfüllen (oft mit motivischer Bedeutung).

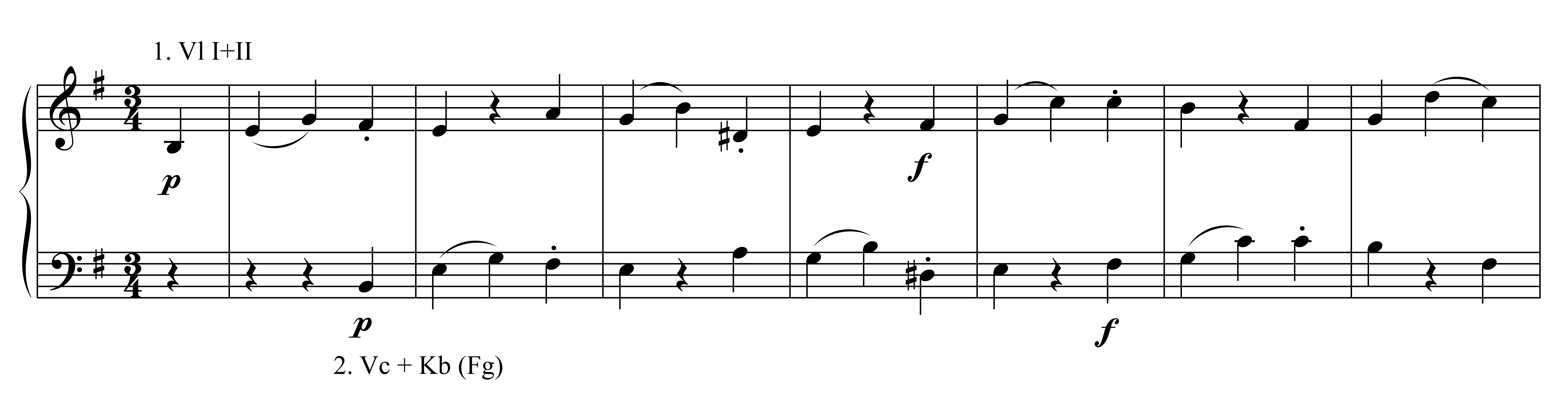
Canone in Diapason [Menuett], 2. Satz (T. 1-7)

Der wiederholte A-Teil (T. 1–16) eröffnet mit einem periodisch gestalteten Viertakter in e-Moll, wobei die Violinen den Kanon im Piano initiieren und einen Takt später von den Bässen imitiert werden. Es folgt ein längerer Abschnitt (12 in 7+5 Takte) im Forte, der ebenfalls kanonisch gebaut ist und im weiteren Verlauf in die Paralleltonart G-Dur moduliert. Auch im mit 44 Takten mehr als doppelt so langen B-Teil (T. 17–60) führt Haydn den zweistimmigen Kanon fort. In den Takten 17–31 erscheint zunächst das Kopfmotiv (vgl. T. 1/2) in G-Dur im Forte, dessen Sequenz in e-Moll im Piano sowie eine mehrgliedrige Fortspinnungspassage im Forte, welche in Form einer absteigenden Tonleiter zurück auf die Dominante H-Dur führt. Hier würde in einem normalen Menuett nun die Reprise des Hauptthemas einsetzten, stattdessen verdoppelt Haydn in den Takten 32–55 jedoch den Einsatzabstand zwischen Melodie- und Bassstimme von bisher 3 auf 6 Viertelnoten (2 Takte) und erweitert nun auch die neue melodische Geste – im Gegensatz zur bisherigen Zweitaktigkeit aller Motive – auf vier Takte. Diese absteigende sowie nachschlagend beginnende Geste im zarten Pianissimo wird zunächst wiederholt, um in der Folge dann modifiziert und im kontrastierenden Forte mittels Modell und mehreren Sequenzen in e-Moll zu kadenzieren. Nach dem raumgreifenden Mittelteil (B-Teil) rekapituliert Haydn im Rahmen der verkürzten Reprise (T. 56–60) lediglich noch den ursprünglichen Viertakter (vgl. T. 1–4) und beendet das Menuett danach mit einer floskelhaften Schlusskadenz im Forte. Beide Teile, also Mittelteil und Reprise, werden ihrerseits wiederholt.
Das lyrische Trio im kontrastierenden E-Dur ist – im Gegensatz zum Menuett – relativ kurz gehalten und nicht mehr kanonisch gebaut. Außergewöhnlich ist hier jedoch das anspruchsvolle Hornsolo in der hohen Lage, die kontrastreiche dynamische Gestaltung (pp bis ff) auf engstem Raum, das Spiel mit den Taktschwerpunkten sowie Haydns kompositorischer Umgang mit der Reprise.
Der A-Teil (T. 1–12) umfasst diesmal 12 Takte, gliedert sich in 9+3 Takte und wird wiederholt. Er beginnt mit einer in Terzen geführten und stufenweise absteigenden Tonfolge im Pianissimo in den beiden Violinen, ehe die Melodie ab Takt 3 vom Solo-Horn aufgenommen wird und in der Folge nach H-Dur moduliert. Im B-Teil (16 in 7+6+3) spielt Haydn spielt mit den Taktschwerpunkten, indem er die eigentlich „leichten“ Auftakte in Takt 13 und 14 jeweils mittels Sforzato künstlich „gewichtet“ und dadurch die herkömmliche Taktordnung außer Kraft setzt. Wie bereits im Menuett erscheint die Reprise (T. 26–28) auch hier verkürzt: Haydn beschränkt sich auf die harmonisch eingerichtete Wiederaufnahme der Schlusstakte des A-Teils (vgl. T. 70-73) in der Varianttonart E-Dur. Mittelteil und Reprise werden gesamthaft wiederholt.
Im Anschluss an das Trio folgt die obligate Wiederaufnahme des Menuetts (Menuetto da capo), diesmal jedoch ohne die Wiederholungen.
Ein kanonisches Menuett benutzt Haydn ebenfalls in den Sinfonien Nr. 3 und Nr. 23, ein krebsiges (al roverso) in Nr. 47 – dort aber jeweils traditionell als 3. Satz.

### 3. Satz: Adagio
E-Dur, 2/4-Takt, 82 Takte
Das Adagio ist ein Sonatensatz ohne Durchführung (die Reprise enthält allerdings durchführungsartige Passagen) von feierlichem Charakter, lediglich die Reprise streift zu Beginn dunklere Regionen (Molldomiante). Die Violinen spielen diesen Satz con sordino, und wie in vielen anderen langsamen Sätzen der Sturm-und-Drang-Symphonien sind die Bläser nur sehr spärlich eingesetzt, dadurch jedoch umso bedeutungsvoller.

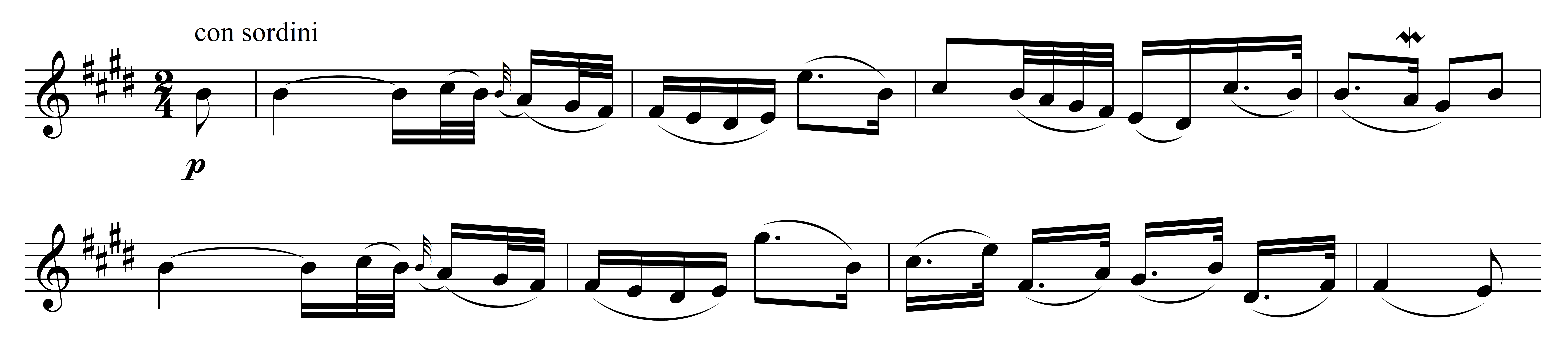
Hauptthema „con sordini“, 3. Satz (T. 1-8)

Der erste Teil des Satzes (T. 1–40) gliedert sich im Sinne einer Exposition und beginnt mit dem von den Streichern vorgetragenen sanglichen Hauptthema (T. 1–8) im Piano in den gedämpften Violinen. Das erste Thema in E-Dur ist periodisch gebaut (8 in 4+4 Takte) und wird in der Folge etwas bewegter sowie variiert wiederholt, ehe es in Takt 16 nahtlos in einen neuen Abschnitt mit triolischer Begleitung mündet und nun ebenfalls die Bläser in prominenter Rolle ins Spiel kommen – die Zeit scheint hier für einen Moment still zu stehen! Die Triolen bestimmen auch den weiteren Satzverlauf und sorgen für einen durchgehenden Fluss der Musik. Im Rahmen einer viertaktigen Streicherpassage (T. 20–23) moduliert Haydn weiter in die Dominanttonart H-Dur und leitet damit in Takt 24 zu einem zweiten Thema (Seitenthema) über, welches von einem Oktavsprung aufwärts allmählich wieder absteigt und schließlich in eine längere Triolenpassage mündet. Die Exposition endet gemeinsam mit den Bläsern nach einer augmentierten Kadenz mit einer zweitaktigen Codetta (T. 39–40).
Den zweiten Teil des Satzes (T. 41–82), die „Reprise“, behandelt Haydn zunächst eher im Sinne einer Durchführung, indem er das Hauptthema zunächst in H-Dur beginnt, im Nachsatz jedoch überraschend in die Variante h-Moll wechselt und dabei in eine neue, von Melancholie erfüllte Passage führt. Umso heller erstrahlt dann aber die Wiederkehr der Bläser in Takt 57 in der Grundtonart E-Dur, wo die Hörner – wie bereits im Trio des zweiten Satzes – höchste Höhen (e2) erklimmen. Auch dieser Abschnitt (T. 57–67) erscheint variiert, ist wieder dunkler gefärbt und erreicht durch die unvermittelten dynamischen Ausbrüche (mittels Tonrepetitionen mit abstürzenden Figuren der Violinen im Fortissimo und Forte sowie harmonischer Expansion) in den Takten 63–66 einen dramatischen Höhepunkt. Der weitere Verlauf der Reprise (T. 67–82) entspricht nun weitestgehend der Exposition (vgl. T. 24–40): Das zweite Thema, diesmal in der Grundtonart E-Dur, führt den Satz zu einem friedvollen Ende.
Beide Teile, also Exposition und Reprise werden gesamthaft wiederholt.
Der Legende nach soll es Haydns Wunsch gewesen sein, dass dieses Adagio bei seinem Begräbnis gespielt wird. Dies war dann 1809 in Wien jedoch nicht der Fall, stattdessen erklang Mozarts Requiem. Bei der musikalischen Feier zu Haydns Tod in Berlin wurde dann seinem angeblichen Wunsch entsprochen und „die schon ältere Symphonie aus e-moll, mit dem rührenden Largo aus E-Dur (…)“, kam tatsächlich zur Aufführung. Möglicherweise geht die nicht vom Komponisten stammende (und musikalisch ansonsten nicht nachvollziehbare) Bezeichnung „Trauer-Sinfonie“ auf diese Aufführung zurück.

### 4. Satz: Finale. Presto
e-Moll, 2/2-Takt (alla breve), 187 Takte
Das furiose Finale im rasanten Presto-Tempo übertrifft das Allegro sogar noch an Konzentration und Schwung. Wie im Kopfsatz eröffnet Haydn auch hier mit einem Unisono-Thema, welches fortan im gesamten Schlusssatz präsent sein wird – während jedoch die Begleitfiguren akkumulieren, wird der Satz zunehmend kontrapunktisch, bis das zweite Thema schließlich in einen Doppelkanon mündet (die virtuoseste Darbietung kontrapunktischer Kunstfertigkeit).

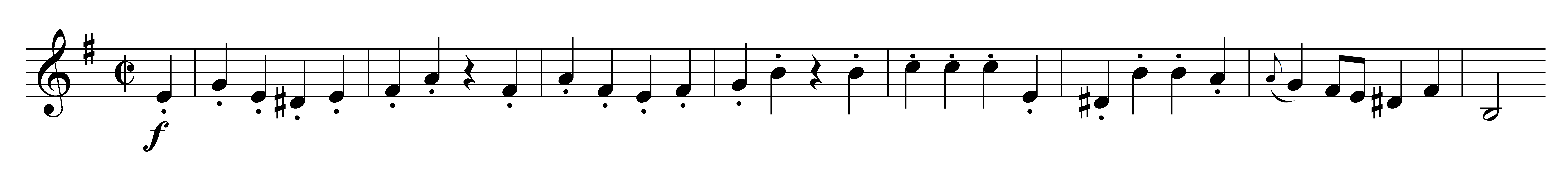
Hauptthema, 4. Satz (T. 1-8)

Die Exposition (T. 1–74) beginnt mit dem energischen Hauptthema in e-Moll, welches im Unisono von den Streichern vorgestellt wird. Es ist satzartig (8 in 2+2+4 Takte) gebaut, wirkt durch charakteristische Staccato-Viertel eher schroff und endet halbschlüssig. Es folgt eine 10-taktige Variante (T. 9–17) in Sexten, diesmal im Piano und ohne die Staccato-Anweisungen. Im Rahmen der nachfolgenden Überleitung (T. 19–28) erklingt nun erstmals das volle Orchester im Forte. Haydn sequenziert hier das Kopfmotiv des Themas (vgl. T. 1–2) in den tieferen Streichern und moduliert währenddessen auf die Dominante (D-Dur) der Paralleltonart G-Dur.

Doppelkanon [Seitensatz], 4. Satz (T. 29-43)

Der Seitensatz (T. 29–59) in G-Dur ist als Doppelkanon (mit insgesamt vier Stimmen) gestaltet: In den Takten 29–37 sequenzieren die 1. Violinen und die Bässe taktweise imitierend das mit dem Hauptthema verwandte Seitensatz-Motiv (T. 29–30); gleichzeitig erscheint zwischen der beiden Außenstimmen ein ebenfalls taktweise versetzter Kontrapunkt in den 2. Violinen und den Bratschen. In den Takten 37–42 unternimmt Haydn dann einen Stimmentausch und vertauscht die Rollen der Instrumente: Der erste Kanon erscheint nun in den 2. Violinen und den Bratschen, der zweite in 1. Violinen und den Bässen. Die nachfolgende Passage kippt vorübergehend nach g-Moll und mündet in Takt 50 in neuen, dramatischen Abschnitt, welcher durch energische Tremoli der Violinen, Sforzati sowie große Intervallsprünge gekennzeichnet ist und schließlich in G-Dur kadenziert. Die Schlussgruppe (T. 60–74) steht nun – untypischerweise – gesamthaft im Piano und greift zunächst nochmals das Kopfmotiv in Terzen in den 2. Violinen und Bratschen auf, bevor Haydn in den Takten 68–74 – analog zum Allegro – mittels integrierter Rückleitung (bzw. Überleitung zur nachfolgenden Durchführung) mit absteigender Gestik auf der Dominante H-Dur landet und somit halbschlüssig endet.
Die Durchführung (T. 75–118) besteht aus drei Abschnitten und ist ebenfalls über weite Strecken mit dem Kopfmotiv des Hauptthemas gearbeitet. Haydn eröffnet hier mit zwei kontrastierenden Varianten des Kopfmotivs im Unisono und moduliert währenddessen in die Subdominante a-Moll. Im ersten Abschnitt (T. 79–96) wird das ursprüngliche Kopfmotiv nun in den 1. Violinen in stetiger Aufwärtsbewegung sequenziert, unterlegt von Synkopen sowie einer chromatisch absteigenden Basslinie, und weiter nach C-Dur geführt. Im zweiten Abschnitt (T. 97–112) verlagert Haydn das Kopfmotiv in die Bässe, sequenziert diesmal jedoch in Abwärtsrichtung und moduliert in der Folge zurück zur Dominante H-Dur. Die Rückleitung (T. 112–118) ist wiederum imitatorisch gestaltet, indem der Kontrapunkt des Doppelkanons (vgl. T. 29–30) nun über einem Orgelpunkt in den beiden Violinen sequenziert wird und in Takt 119 schließlich nahtlos in die Reprise mündet.

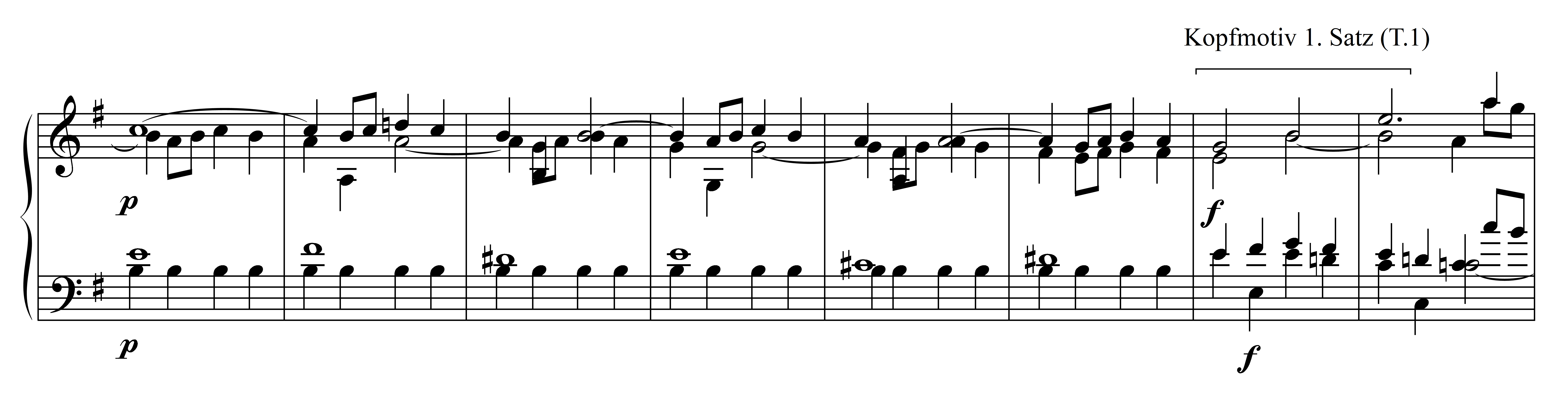
Rückleitung zur Reprise, 4. Satz (T. 113-120)

In der Reprise (T. 119–187) verzichtet Haydn auf die Wiederaufnahme des Hauptsatzes und setzt stattdessen direkt mit dem Seitensatz in der Grundtonart e-Moll ein. Außergewöhnlich ist hier v. a. der Beginn der Reprise, wo in den Takten 119–120 überraschend ein Fragment des Kopfmotivs aus dem Allegro (vgl. T. 1) erklingt und erst danach das zweite Thema (mit dem Doppelkanon) folgt – nun aber direkt mit vertauschten Rollen (vgl. T. 37-42). In den Takten 139 und 141 zitiert Haydn dann nochmals das Kopfmotiv des ersten Satzes (vgl. T. 2) in der 1. Oboe und den tiefen Streichern. Die Schlussgruppe (T. 152–166) wird diesmal von einem solistischen e-Moll-Dreiklang des Horns eingeleitet, entspricht ansonsten jedoch weitgehend der Exposition und endet wiederum auf der Dominante H-Dur.
Im Rahmen einer fulminanten Coda (T. 167–187) kehrt Haydn nun nochmals zum (in der Reprise ausgesparten) Hauptthema in e-Moll zurück, zunächst nur in bedrohlichen Fragmenten auf dem verminderten Septakkord der VII. Stufe in den Streichern, schließlich jedoch in einer gesteigert kadenzierten Form auch im Bass unter Beteiligung des vollen Orchesters im Fortissimo. Das Finale endet – wie auch schon in den ersten beiden Sätzen – mit drei Schlussakkorden ohne Terz.
Exposition sowie Durchführung und Reprise werden gesamthaft wiederholt.

## Besetzung
2 Oboen, 2 Hörner (in E und G) und Streicher: Violine (2), Bratsche, Violoncello und Kontrabass (non divisi)
Zur Verstärkung der Bassstimme wurde damals – auch ohne gesonderte Notierung – üblicherweise ein Fagott colla parte eingesetzt. Über die Beteiligung eines Cembalos als Continuo in Haydns Sinfonien bestehen unterschiedliche Auffassungen. Heutige Aufführungen (z. B. John Eliot Gardiner) bedienen sich gelegentlich sogar eines Hammerflügels anstelle des Cembalos.

## Notenausgaben
- Joseph Haydn: Sinfonia No. 44 e minor. Philharmonia-Band Nr. 744, Wien ohne Jahresangabe. Reihe: Howard Chandler Robbins Landon (Hrsg.): Kritische Ausgabe sämtlicher Sinfonien von Joseph Haydn.
- Joseph Haydn: Sinfonie Nr. 44 e-Moll „Trauersinfonie“. Ernst Eulenburg-Verlag No. 544, London / Mainz ohne Jahresangabe, 79 S. (Taschenpartitur).